# Aloe richardsiae
Aloe richardsiae é uma espécie de liliopsida do gênero Aloe, pertencente à família Asphodelaceae.